# Perplexer
Perplexer (* 8. Juni 1970; bürgerlich: Marc Olbertz) ist ein deutscher DJ und Interpret im Bereich der Techno- und Dancemusik. Bekannt ist er vor allem wegen seiner vielen Remixe und durch die Single Acid Folk, einem Techno-Instrumental mit Dudelsack-Klängen.

## Leben
Marc S. Olbertz ist ausgebildeter Laborassistent, gab jedoch seiner Vorliebe für Online-Computerspiele nach, arbeitete von 2001 bis zur Auflösung des Studios bei Wings Simulations als Head of Community Management und Musical Director und betreute für JoWooD unter dem Namen Plex als Community Manager deren Foren. Seit 2005 arbeitete er unter dem Pseudonym Vaneck als World of Warcrafts deutschsprachiger Community Manager für Blizzard Entertainment. Seit 2009 arbeitet er als eSports Manager, Europe bei Blizzard Entertainment.

## Karriere
Acid Folk erschien Ende Mai 1994 unter dem Künstlernamen Scottish Pipes auf dem Sampler Bravo Hits 7, die bekannte und erfolgreiche Fassung ist allerdings der vom Produzententeam Andreas Schneider und Uwe Papenroth sowie Alexander Breuer bearbeitete Vocal-Mix. Diese Version kletterte im Sommer 1994 bis auf Platz 5 der deutschen Charts.
Auch die zweite, diesmal von Schneider, Papenroth, Arndt Meyer-Wegner (heute DJ Delicious) und Ramon Zenker produzierte Single Da capo, die das Fanfarenmotiv aus Richard Strauss’ Also sprach Zarathustra enthält, konnte die deutschen Top 10 erreichen.
Drei weitere Singles (Church of House, Love Is in the Air und Kung Fu Fighting), u. a. produziert von Mark ’Oh, konnten an den Erfolg nicht mehr anknüpfen. Auch das Album Acid Folk – The Album war nur mäßig erfolgreich.
Im Jahr 2000 erschien die von Schneider und Zenker produzierte Single Acid Folk 2000 als Coverversion des Dance-Projekts Kosmonova. Die neue Version wurde an die zu diesem Zeitpunkt aktuellen Hörgewohnheiten angepasst. Insgesamt konnte Perplexer über 1,2 Millionen Tonträger verkaufen.

## Diskografie

### Alben
- 1994: Acid Folk - The Album

### Singles
- 1994: Acid Folk
- 1994: Da capo
- 1995: Church of House
- 1995: Love Is in the Air
- 1996: Kung Fu Fighting
- 1998: Bad Boys Bass
- 2002: Centerfold (CJ feat. Perplexer)